# Thorir Rögnvaldarson
Thorir Rögnvaldarson (también Tore Teiande, apodado el Silencioso, 872 - 920) fue un caudillo vikingo del siglo IX hijo de Rognvald Eysteinsson, jarl de Møre, Noruega y hermano de Hrolf Ganger (Rollo), primer caudillo vikingo que iniciaría una estirpe que gobernaría el Ducado de Normandía y de Ivar Rögnvaldsson. Su hermanastro Torf-Einarr fue jarl de las Orcadas. En 892, Thorir asumió su papel de jarl de Møre tras la muerte de su padre.
Dos hijos del rey Harald I de Noruega, Halvdan Hålegg (Hálfdan Piernas Largas) y Gudrød Ljome (Gudrod el Brillante), mataron al padre de Thorir acosándole en su propia casa y prendiéndole fuego. Gudrød tomó posesión de las tierras de Rögnvald mientras que Hálfdan navegó al oeste hacia las Orcadas para derrocar a Torf-Einarr. El rey Harald, aparentemente horrorizado por las acciones de sus hijos, desposeyó a Gudrød y restauró las posesiones de Rögnvald a Thorir, asumiendo su papel de jarl de Møre tras la muerte de su padre.

## Herencia
Thorir casó con Ålov, hija de Harald I de Noruega y tuvieron varios hijos: 
- Oluffa Toresdatter (n. 895), sin matrimonio ni descendencia conocida.
- Ljot Þoresson av Møre, quien sería padre de Bård Nesjekonge.
- Bergljot Toresdatter (n. 915) que casó con el jarl de Lade Sigurd Håkonsson.
- Vigdis (n. 918) que casó con Ingimundur Þorsteinsson.
- Arnmod Toresen Giske (n. 903).

También se le imputa la paternidad de:
- Jorund háls (n. 916).[7]
- Thorbard av Møre, que casó con Griselle, hija de Hrolf Ganger, y fueron padres de Walter Fitz Herbert De La Mare.